# 尼奥米·班克斯
阿曼达·迪伊（1972年10月14日—），艺名为尼奥米·班克斯（英語：Nyomi Banxxx），是一名美国电台主播、前色情演员。